# Engelbert I van Spanheim
Engelbert I van Spanheim (ca. 1035 - Sankt Paul im Lavanttal, 1 april 1096) was de oudste zoon van graaf Siegfried I van Spanheim en Richardis van Lavent. Hij was markgraaf van Istrië (1090-1095).
Engelbert was graaf van Spanheim, het Pustertal, in de Kraichgau en voogd van Salzburg. In 1085 vocht hij voor de bisschop tegen de tegenbisschop die door Hendrik IV (keizer) was benoemd, en hij veroverde Salzburg. In 1086 koos hij echter de kant van Hendrik en vocht met hem in Saksen. In 1090 werd hij benoemd tot markgraaf van Istrië maar moest daarvoor het Pustertal opgeven. Engelbert stichtte een abdij, gewijd aan Paulus (apostel), waar later de plaats Sankt Paul im Lavanttal zou ontstaan. Engelbert deed in 1095 afstand van zijn functies en werd monnik in de abdij.
Hij was gehuwd met ene Hadwig (ca. 1045 - ca 1085), mogelijk dochter van hertog Bernhard II van Saksen, en werd vader van:
- Hendrik IV van Karinthië (-1123)
- Richardis, gehuwd met graaf Berthold I van Schwarzburg, met markgraaf Poppo II van Istrië en met graaf Gebhard I van Reichenhall (-1102)
- Hartwig (-1126), bisschop van Regensburg.
- graaf Siegfried II van Spanheim
- Frederik
- graaf Bernard van Truchsee-Marburg (gesneuveld Laodicea, 1147)
- Engelbert van Karinthië (-1141)